# Маље Зљевце
Маље Зљевце (слч. Malé Zlievce) насељено је мјесто са административним статусом сеоске општине (слч. obec) у округу Вељки Кртиш, у Банскобистричком крају, Словачка Република.

## Становништво
| Година:    | 1994. | 2004.   | 2014.    | 2024.   |
| ---------- | ----- | ------- | -------- | ------- |
| Број људи: | 236   | 252     | 279      | 285     |
| Разлика:   |       | +6,77 % | +10,71 % | +2,15 % |

| Година:    | 2023. | 2024.   |
| ---------- | ----- | ------- |
| Број људи: | 274   | 285     |
| Разлика:   |       | +4,01 % |

Према подацима о броју становника из 2011. године насеље је имало 283 становника.